# 法蒂讷
法蒂讷（法語：Fatines，法語發音：[fatin]）是法国萨尔特省的一个市镇，属于马梅尔斯区。

## 地理
法蒂讷（48°2'46"N, 0°20'52"E）面积5.44 平方千米，位于法国卢瓦尔河地区大区萨尔特省，该省份为法国西北部内陆省份，北起顺时针与奥恩省、厄尔-卢瓦省、卢瓦-谢尔省、安德尔-卢瓦尔省、曼恩-卢瓦尔省和马耶讷省接壤，是法国大西部的入口，连接卢瓦尔河谷、布列塔尼和巴黎盆地。
与法蒂讷接壤的市镇（或旧市镇、城区）包括：圣科尔内耶、伊夫雷莱韦克、尚帕涅、圣马尔拉布里耶尔。

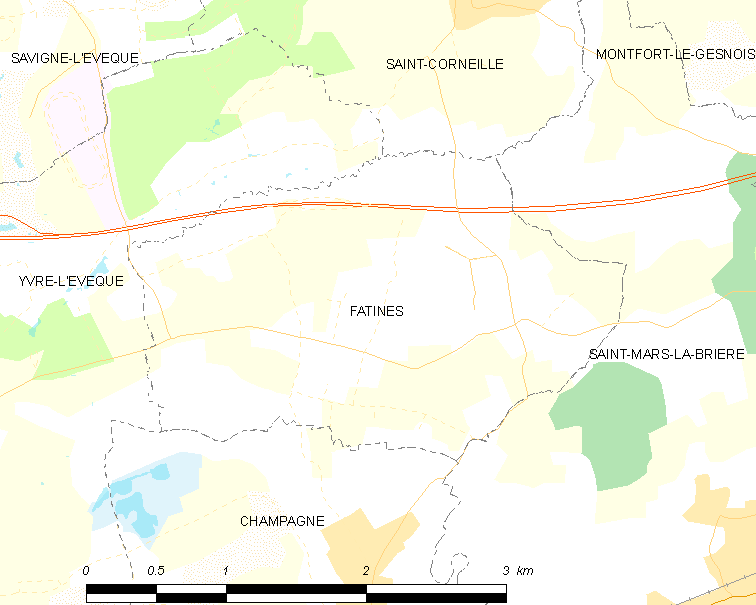
法蒂讷的OSM定位图

法蒂讷的时区为UTC+01:00、UTC+02:00（夏令时）。

## 行政
法蒂讷的邮政编码为72470，INSEE市镇编码为72129。

## 政治
法蒂讷所属的省级选区为萨维涅莱韦克县。

## 人口

1962-2008年间法蒂讷人口变化图示

法蒂讷于2022年1月1日时的人口数量为905人。